# Torpille Spearfish
Pour les articles homonymes, voir Spearfish (homonymie).
La torpille Spearfish (auparavant Naval Staff Target 7525) est une torpille lourde utilisée par les sous-marins de la Royal Navy britannique. Elle peut être guidée par filoguidage ou par un sonar actif ou passif autonome, et peut être utilisée dans la lutte anti-sous-marine et contre des navires de surface.
Elle remplace la torpille Tigerfish qui, peu fiable, est retirée du service en 2004. La vitesse très importante de la torpille Spearfish, dont la conception a débuté dans les années 1970, avant l'effondrement de l'Union soviétique, devait lui permettre d'atteindre les sous-marins soviétiques dont la vitesse de plongée était élevée, tels que les sous-marins de la classe Alfa.

## Conception
La torpille est propulsée par un hydrojet couplé à une turbine à gaz Hamilton Sundstrand 21TP04 utilisant le monergol Otto 2S (de)  et du perchlorate d'ammonium hydroxyle comme oxydant. L'ajout d'un oxydant améliore l'énergie spécifique du carburant en diminuant la richesse en carburant du combustible Otto II
Un microprocesseur permet à la torpille de prendre des décisions tactiques autonomes après avoir été tirée. La torpille Spearfish est dotée d'une ogive à explosion puissante, déclenchée soit par contact (contre la coque d'un sous-marin) ou par une fusée de proximité acoustique (pour une détonation sous la quille de navires de surface).

## Production
Le contrat de production pour la torpille Spearfish est attribué à GEC-Marconi Underwater Systems Ltd (aujourd'hui BAE Systems) en 1983, à la suite d'un programme de développement de plusieurs années.

## Déploiement
Les Spearfish entrent dans la phase de production en 1988, les dernières sont livrées en 2003 ; le nombre de torpilles produites et livrées n'a pas été révélé. Les torpilles Spearfish sont stockées dans l'Ordnance Storage de Beith, dans le North Ayrshire en Écosse.

## Améliorations
En 2009, un programme visant à l'amélioration de ces torpilles est mis sur pied. Il concerne en particulier les systèmes d'autoguidage, de mise à feu et de détonation des ogives. Ce programme devrait durer jusqu'en 2019,.
Le 15 décembre 2014, le ministère de la Défense accorde à BAE Systems un contrat de 270 millions de £ pour améliorer la torpille Spearfish. Ces torpilles améliorées entreront en service entre 2020 et 2024.